# 臺南市立崇明國民中學
22°58′12″N 120°13′31″E / 22.9701°N 120.2254°E

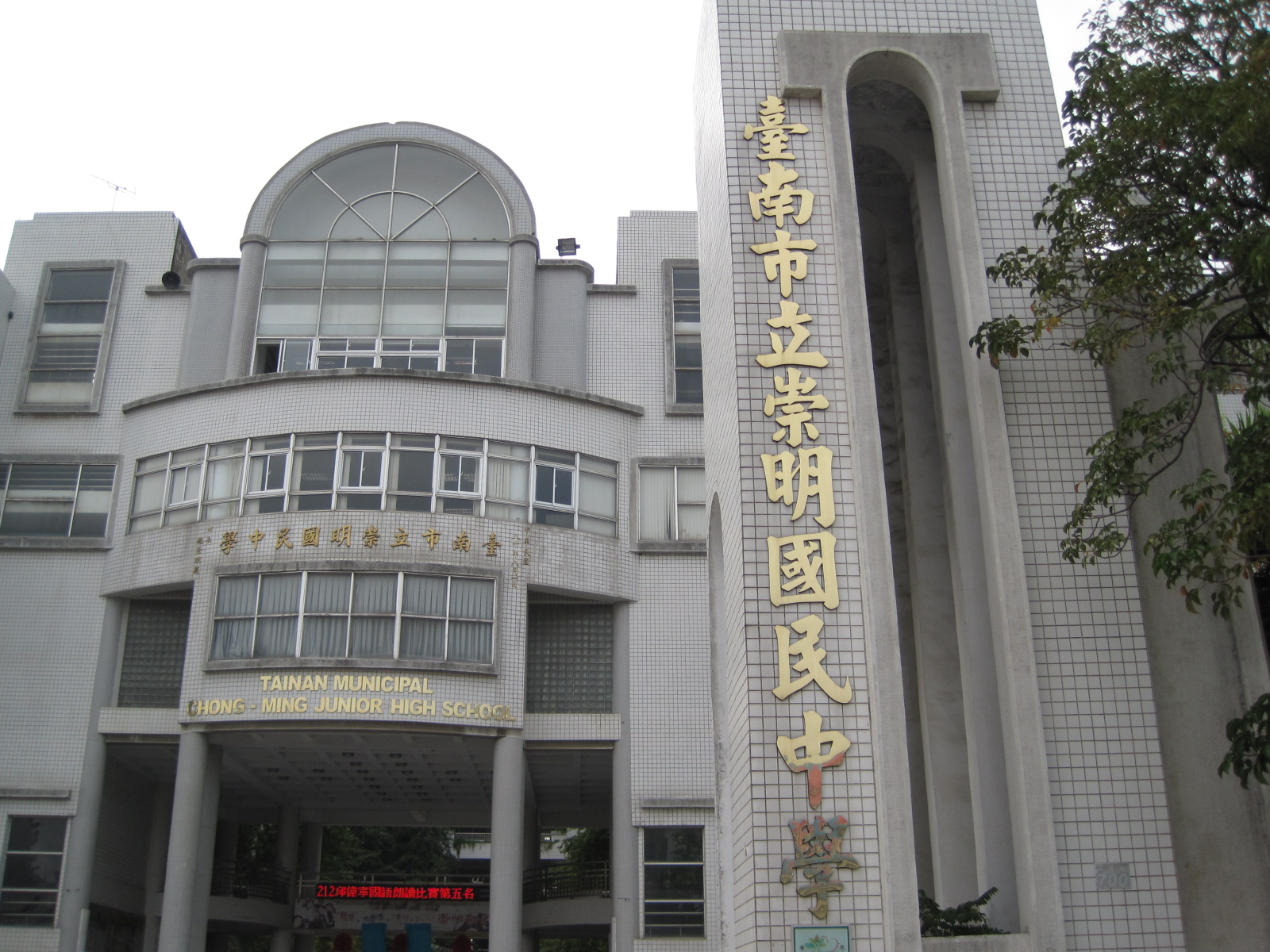
校門

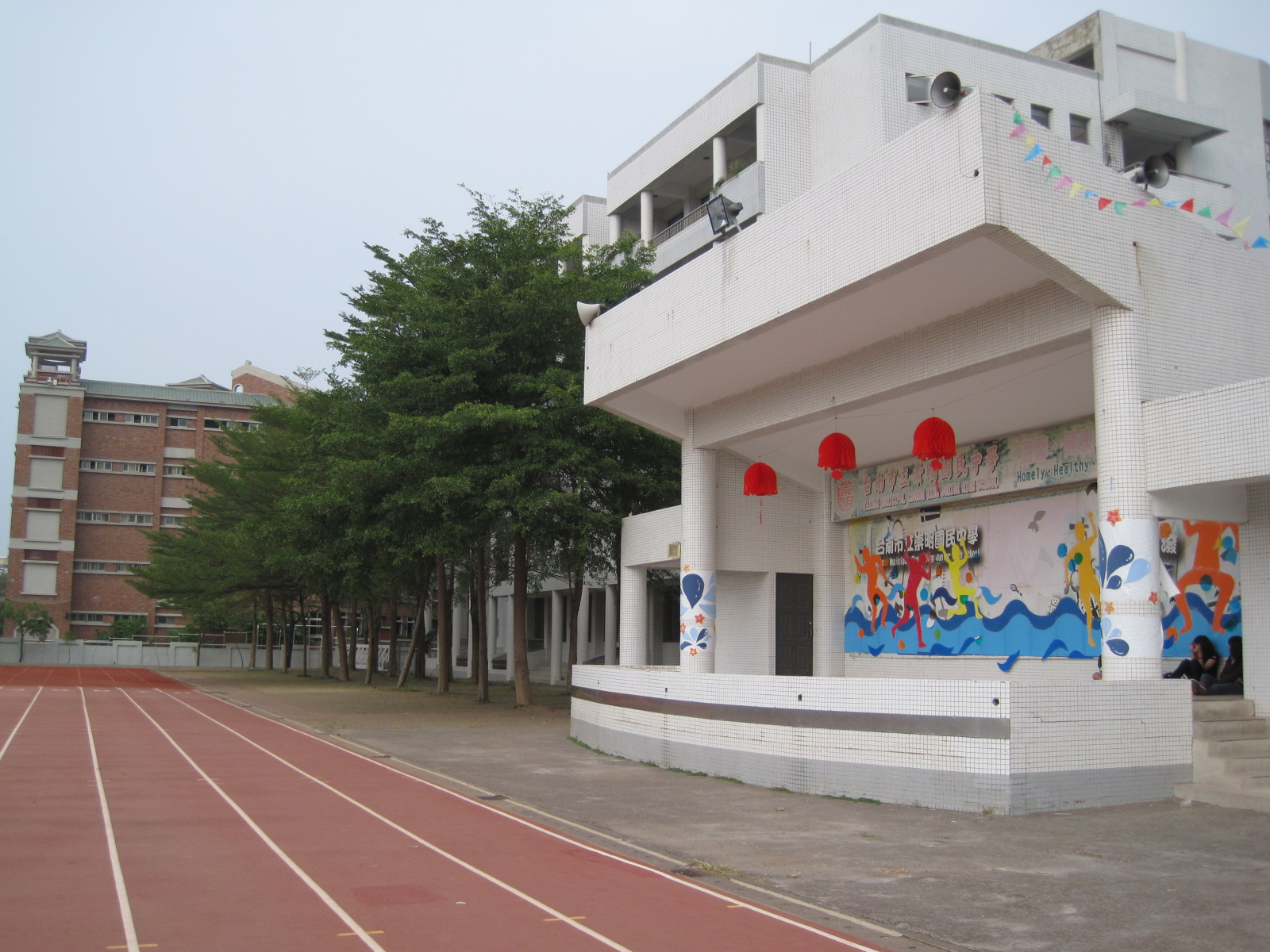
司令台

臺南市立崇明國民中學（簡稱：崇明國中）為一所位於中華民國臺南市東區崇明里的市立國民中學，1991年8月創校，與崇明國小相鄰。

## 歷史
為紓解臺南市東區人口持續增長造成國中不足之壓力，1988年5月臺南市政府派臺南市立成功國民中學校長王福來兼任籌備主任，掌理崇明國中之設校事宜。歷經3年籌劃，校舍於1991年1月動工，校址設於臺南市第四期市地重劃區內；同年8月正式設校，由王福來任校長，惟彼時因工程尚未結束，故暫借崇學國小授課，至同年11月8日方遷回。崇明國中校地原為4.29公頃，後於南臺南站副都心開闢時獲0.88公頃之新校地，合計共5.17公頃。

### 歷任校長
| 任次 | 校長   | 任期                 | 備註     |
| ---- | ------ | -------------------- | -------- |
| －   | 王福來 | 1988年5月—1991年8月  | 籌備主任 |
| 1    | 王福來 | 1991年8月－1999年8月 |          |
| 2    | 鍾秋振 | 1999年8月－2003年7月 |          |
| 3    | 林茂生 | 2003年8月－2010年7月 |          |
| 4    | 陳耀明 | 2010年8月－2015年7月 |          |
| 5    | 王宏寶 | 2015年8月－2019年7月 |          |
| 6    | 陳威介 | 2019年8月－2025年7月 |          |
| 7    | 陳瑞榮 | 2025年8月－迄今      |          |

## 崇明國中學區
- 基本學區：東區東智里、仁和里、和平里
- 共同學區：
  - 東區崇文里、崇成里、崇明里、崇善里、崇德里
  - 大智里、德高里、仁德里（17、22鄰）、仁和里（1至6鄰）、仁愛里
  - 南區大忠里、大恩里
  - 仁德區仁和里（7鄰）、成功里[5]
  - https://www.cmjh.tn.edu.tw/modules/tad_uploader/index.php?of_cat_sn=16 （页面存档备份，存于）

## 外部連結
- 臺南市立崇明國民中學